# Бхадрапада
Бхадрапа́да (хинди भाद्रपद, IAST: bhādrapada), или бха́дра (хинди भाद्र, IAST: bhādrа), или прауштхапа́да (хинди प्रौष्ठपद, IAST: prauṣṭhapada) — месяц индуистского календаря, в едином национальном календаре Индии бхадрапада является шестым месяцем года, начинающимся 23 августа и заканчивающимся 22 сентября. В нём 31 день.
В этот месяц проводится фестиваль Ганеша-чатуртхи, празднующий день рождения бога Ганеши. Он приходится на 4—10 числа, то есть на светлую половину, месяца бхадрапада и является главным праздником года в Махараштре. Тёмная половина месяца предназначена для поклонения мёртвым. Этот период называется Питру-пакша.
В солнечных религиозных календарях месяц бхадрапада начинается со вхождения Солнца в созвездие Льва и считается пятым месяцем в году.